# Асторија (Јужна Дакота)
Асторија (енгл. Astoria) град је у америчкој савезној држави Јужна Дакота.

## Демографија
По попису из 2010. године број становника је 139, што је 11 (-7,3%) становника мање него 2000. године.
| Група             | 2000.       | 2010.        |
| Белци             | 143 (95,3%) | 139 (100,0%) |
| Афроамериканци    | 0 (0,0%)    | 0 (0,0%)     |
| Азијати           | 2 (1,3%)    | 0 (0,0%)     |
| Хиспаноамериканци | 3 (2,0%)    | 0 (0,0%)     |
| Укупно            | 150         | 139          |